# Набојномлазни мотор
Набојномлазни мотор (енгл. Ramjet) је врста млазног мотора, у којем нема покретних делова. Мотор је у ствари обликована цев, са чијом променом попречних пресека се трансформише динамички у статички притисак ваздуха. Оптимизација законитости промене попречних пресека „цеви“, везана је за постављени критеријум испуњења услова потребног статичког притиска за ефикасно сагоревање. На основу искључивог услова, да је за рад овога мотора неопходан динамички притисак ваздуха на његовом улазном пресеку, исти не може радити у статичким условима, нити се може сам покренути из стања мировања. Његов надефикаснији рад је при великим надзвучним брзинама лета, еквивалента у Маховом броју око М = 3, а успешно функционише и до М = 6. 

Посебно је погодан за апликације које захтевају мале и једноставне погоне на великим брзинама лета, као што су ракете, посебно за противоклопну борбу. У неким специјалним и изолованим случајевима користе се и за погон посебних брзих авиона.
По термодинамичком циклусу, сврстава се у исту категорију са Пулсирајућим млазним мотором и ако је овај испрекиданог принципа рада, а набојно млазни је континуалног.

## Историја развоја и примене
Информације, о свима постигнутим резултатима на истраживању и развоју набојномлазних мотора, су у литератури прецизно датиране и показују да је тај мотор предмет великог интересовања у свету. Интересовање је било интензивно присутно још почетком 20. века, а током периода од 1930. до 1950. године, било је посебно фокусирано за подршку специфичних војних апликација. Као и код већине достигнућа, све што је било доказано пре 50 година, показало се у данашње време да се може урадити боље и лакше. Хронологија и квалитет постигнутих резултата је:
- 1913.– Рене Лорин, патентирао је принцип набојномлазног мотора
- 1928.– Алберт Фоно, патентирао је надзвучни набојномлазни мотор
- 1936.– Рене Ледуц, остварио је потисак са набојномлазним мотором, највероватније у аеротунелу
- 1941.– Набојномлазни мотор од 1 500 kw, постављен је и испитан на камиону.
- 1942.– Набојномлазни мотор од 15 000 kw, постављен је и испитан на авиону Дорније До 217.
- 1946.– САД, почиње са испитивањем набојномлазних мотора у лету на авиону П-51 Мустанг.
- 1947.– Мали набојномлазни мотори су уграђени на хеликоптер и лет је успео (уграђени су на ротору на краку од осе вратила)
- 1948.– F-80, полетео је са набојномлазним мотором.
- 1949.– Развијен је први набојномлазни мотор специјално намењен за погон авиона.
- 1951.– Кс-7 постиже брзине еквивалента М=3,95, на висини од 17 000 m и 2,54 на 29 000 m.
- 1952.– Остварен је погон великог хеликоптера са набојномлазним мотором.
- 1953.– Погон ракете са брзином лета еквивалента од М=2.
- 1956.– Почело се са испитивањем комбинације набојномлазног мотора и турбине.
- 1957.– Са комбинацијом турбине и набојномлазног мотора постигнут је Махов број од 2,19.
- 1959.– Ракета БОМАРЦ постала је оперативна.
- 1966.– Комбинација погона турбине и набојномлазног мотора СР-71, промовисано са М=3,2, улази у оперативну употребу.
- 1980.– АСАЛМ постиже М=5,5, на 12 200 m.[3][4]

### Рене Лорин
Набојномлазни мотор је пронашао 1913. године, француски проналазач Рене Лорин, који га је и патентирао. Покушаји да се изгради прототип није успео због не поседовања адекватних материјала.

### Алберт Фоно
Мађарски проналазач Алберта Фоно, 1915. године, осмислио је решење за повећање домета артиљерије, направио је пројектил са набојномлазним мотором, а функција топа да му буде лансер. Остварио је велики домет, са релативно малом путном брзином. На тај начин је са лаким топом омогућено да тешка граната има велики домет. Фоно је поднео свој проналазак аустроугарској војсци, али му је предлог одбијен. Након Првог светског рата, Фоно је обновио истраживање и у мају 1928. године и описао је „ваздухопловни млазни мотор“, као погон за суперсонични авион, на великим висинама лета. Пројекат је патентирао у Немачкој. Са додатним истраживањем усавршио је решење, што је и патентирао и за подзвучне брзине. Патент је коначно прихваћен у 1932. години (након четири године испитивања, немачки патент
 бр 554.906, 1932-11-02).

### Горгон IV
За америчку морнарицу развијано је више ракета ваздух-ваздух, под називом „Горгон САД ракете“, користећи различите погонске механизме, укључујући и набојномлазни мотор. Набојномлазни мотор Горгон IVs, испитан је 1948. и 1949. године, у морнаричком опитном центру. Набојномлазни мотор, пројектован је на универзитету Јужне Калифорније и произведен у авио-индустрији. Мотор је био дугачак 7 метара, пречника и 508 mm, а интегрисан је испод ракете (види слику).

### Фриц Звицки
Еминентни швајцарски астрофизичар Фриц Звицки, директор је истраживања у „Аероџету“, са поседовањем више патената у домену млазних мотора. САД патент 5121670 је за „ован“ (носач) акцелератора и САД патент 4722261 је за телескопски „ован“ топа. Морнарица САД не дозвољава Фриц Звицкију да јавно разговара о своме проналаску, САД патент 2.461.797, за подводни набојномлазни мотор. То је „ован“ авиона који ради у медију течности. Објављено у „Тајмсу“, 11. јула 1955. и „Хроника“ Фриц Звицкијев рад и у „Шансе Швајцарске“ и „Подводни набојномлазни мотор“, 14. март 1949.

### Совјетски Савез
У Совјетском Савезу, теорија надзвучног набојномлазног мотора представљена је 1928. године, од стране Бориса С. Стешкина. Први мотор ГИРД-04, пројектован је, произведен и испитан у априлу 1933. године. У циљу симулирања суперсоничног лета, коришћен је компримован ваздух на 200 атмосфера, а био је подстакнут са водоником. Затим је испитана интеграција набојномлазног мотора ГИРД-08 за потребе артиљерије. Можда је то први случај да је пројектил, са погоном млазног мотора, „пробио“ брзину звука. Затим је набојномлазни мотор испитан 1939. године на двостепеној ракети Р-3. Исте године, у августу развијен је први набојномлазни мотор ДМ-1, као помоћни мотор у ваздухопловству. Први авион на свету, летео је у Совјетском Савезу, децембра 1939. године, са два набојномлазна мотора ДМ-2. Мотори су били интегрисани на авиону Поликарпов И-15. Урађен је пројекат за авион „Самољет Д“, са набојномлазним мотором 1941. године, али никада није произведен. Током Другог светског рата, два ДМ-4 мотора су интегрисана на ловачки авион Јак-7ПВРД. У 1940. години, пројектован је експериментални авион Костиков-302, са ракетом са течним горивом за полетање и убрзање, и са набојномлазним мотором за основни лет. Тај пројекат је отказан у 1944. години. Мстислав Всеволодович је предложио 1947. године, орбитални бомбардер великог долета са набојномлазним мотором. Започео је 1954. године, развој трисоничног набојномлазног мотора за погон крстареће ракете, Буриа. Овај пројекат се такмичио са Р-7, коју је развио Сергеј Корољев, и био је отказан у 1957. године.

### Немачка
Хелмут Валтер је 1936. године развио набојномлазни мотор на природни гас. Теоријски рад је изведен у BMW и у фирми Јункерс. У 1941. години је Еуген Сангер предложио набојномлазни мотор са веома високим температурама у коморама за сагоревање. Изградио је велику набојномлазну цев, дужине од 500 mm и пречника
 од 1 000 mm. Спроведена су испитивања сагоревања на камиону, а летна испитивања на авиону Дорније До 17З, са брзинама до 200 m/s. Касније, због ратних услова, настала је несташица горива у Немачкој, па су испитивања настављена са „брикетима“ од пресоване угљене прашине, што није дало резултате због спорог сагоревања.

### Француска
У Француској је био запажен рад Рене Ледуца. Његов пројекат, Ледук 0,10 био је један од првих реализованих авиона са погоном са набојномлазним мотором, који је успешно летео 1949. године.
Авион Норд 1500 Грифон II, достигао је брзину еквивалента Маховом броју 2,19, 1958. године.
|            |                     |
| Ледук 0,22 | Норд 1500 Грифон II |

## Конструкција
Набојномлазни мотор је пројектован око свога усисника. Објекат се креће великом брзином кроз ваздух, на основу великог динамичког притиска ствара високи укупни притисак на своме чеоном и мали на задњем делу. Набојномлазни мотор користи ову високу разлику притиска и кроз цев подешава погодан однос динамичког и статичког за оптимално сагоревање. У ток ваздуха убацује се гориво помоћу млазница и ствара се смеша гаса. Која запаљена брзо сагорева са ослобађањем велике количине топлоте. Притисак сагорелих гасова нагло расте и ствара се велика разлика, у односу на атмосферски изван млазнице. На основу те велике разлике притиска и расподеле промене попречних пресека млазнице, дуж њене осе, гас се убрзава на брзину звука. Ово убрзање гаса, који истиче, даје набојномлазном мотору потисак унапред, који се користи за погон летелица.
Набојномлазни мотор, често називају „летећи чунак“, као врло једноставан уређај у облику цеви променљивог пресека, дуж њене осе. Обухвата довод ваздуха кроз уводник (усисник) ваздуха, комору сагоријевања и млазницу. Нема покретних делова изузев спољних агрегата, као што су пумпе горива, помоћу којих се гориво убацује под притиском, кроз бризгаљке у комору сагоревања.
- Набојномлазни мотор се почетно креће са великом брзином уз помоћ додатног погона.
- Ово кретање, изазива велики укупни притисак (динамички + статички), на улазу у усисник. Са променом законитости протока ваздуха кроз цев усисника, исти се сабија и са таквим се напаја комора сагоријевања.
- Гориво је распршено са бризгаљкама и убацује се у комору и меша са ваздухом. Пали се са искром.
- Продукти сагоревања у комори су врели гасови, који се убрзавају кроз млазницу до брзине звука, што обезбеђује потисак.
- Када набојномлазни мотор постигне овај континуални термодинамички циклус, више му није потребан помоћни погон, довољан му је властити потисак.

### Усисник
Принцип рада набојномлазног мотора заснива се на искоришћењу веома високог динамичког притиска ваздуха, испред усисника. Након ефикасног уноса ваздуха, притисак се подеси са променом законитости протока, дуж осе усисника. Ваздух тако подешеног притиска користи се за подршку сагоревања и за експанзију у млазници. Усисник успорава ваздух на брзине еквивалента Маховом броју од 0.3, на улазу у комору сагоријевања, чиме се повећава притисак и температура истог. Ову функцију усисника набојномлазног мотора, код турбомлазног мотора, извршава компресор.
Потребна почетна брзина, за успостављање континуалног термодинамичког циклуса набојномлазног мотора износи, изражено преко еквивалента Маховог броја, око М=0.8, док је при нижим брзинама рад нестабилан, па чак и немогућ.
Већи распон Махових бројева, није могуће покрити са усисником фиксне геометрије, без обзира на избор промене законитости попречних пресека, дуж његове осе. За брзине, које одговарају Маховом броју од 0.8 до 1,8, могуће је компромисно покрити са усисником фиксне геометрије (као и код свих авиона са млазним мотором).
За Махове бројеве преко 1,8, користи се уводник са променљивом геометријом. Променљива геометрија (измена законитости расподеле пресека) остварује се најчешће са покретним улошком. Који са својим уздужним кретањем аутоматски подешава расподелу попречних пресека, сагласно оптимално условима за тренутни Махов број.
Већина набојномлазних мотора раде на високим надзвучним брзинама лета и користе променљиву геометрију усисника, са којима се подешавају ударни таласи у функцији Маховог броја, тако да се спречавају нормални ударни таласи, а са тиме се значајно смањују губици усисавања ваздуха. У случају губитака морао би се надокнадити проток ваздуха са повећањем попречног пресека целог мотора.

### Комора сагоревања
Пошто иза стабилизатора пламена нема никаквих осетљивих делова на високе температуре, исте нису ограничене, као код турбинских мотора. Комора сагоревања набојномлазног мотора може безбедно да ради са стехиометријским горивом, помешаним са ваздухом, што подразумева на излазу коморе устаљену температуру реда величине од око 2 4000 К, за керозин. Нормално комора сагоревања мора бити у стању да функционише у широком спектру подешавања јачине пламена, за цео опсег брзина и висина лета. Мора бити безбедан лет и у току маневра, то јест великог скретања и пропињања летелице. Стабилизатор пламена се састоји од већег броја конусних делова који задржавају пламен у комори, да га не избаци динамички притисак из коморе и на тај начин се побољшава стабилно мешање ваздуха и горива и процес сагоревања. Комора за сагоријевање је цилиндричног облика са бризгаљкама за гориво. Кроз њу, брзина ваздуха треба бити ниска, а струјање вртложно, за услове правилног сагоријевања.

### Млазница
Иза коморе сагоревања је млазница, која је конвергентно-дивергентног типа (прво се сужава, а потом проширује), по законитости Лавалов млазника. Циљ је да се повећа брзина излазних гасова и оствари већи потисак.
За рад набојномлазног мотора, на подзвучним брзинама лета, издувни ток је убрзан кроз конвергирајућу млазницу. За надзвучни лет, убрзање издувног тока, постиже се преко конвергентно-дивергентне млазнице.

### Карактеристике и управљање
Набојномлазни мотор, који је покренут на брзину од 100 km/h, није имао добре резултате у добијању потиска. Испоставило се да је испод брзине, која одговара Маховом броју 0,5, мали потисак набојномлазног мотора и исти је веома неефикасан, због малог динамичког притиска испред усисника. Са већом успостављеном почетном брзином, набојномлазни мотор успоставља стабилан самосталан рад. У случају да летелица има већи отпор, за њену већу брзину повећава се количина топлоте издувних гасова, па и њихова температура. Тај процес повећања мора бити регулисан, да би се сачувао интегритет мотора. Мора се са аутоматском контролом смањити доток горива, да се не би прекорачила температура, коју могу поднети млазница и локални делови летелице. Са тиме се регулише брзина лета, односно Махов број, па и усисавање ваздуха до потребног и допуштеног нивоа.
Због стехиометријских температура сагоревања, ефикасност је обично добра на великим брзинама, које одговарају Маховом броју између 2 и 3, док је при малим брзинама релативно мала компресија. Значи да је набојномлазни мотор, ефикасан на већим брзинама од турбомлазног, па чак и од ракетног.
Теоретски максимални специфични импулс, што је мера ефикасности горива, за набојномлазни мотор са водоником, прорачунски износи око 4 000 секунди, али ови мотори, у већини случајева користе керозин (или слично гориво), за које је око 2 300 секунди. Старији набојномлазни мотори, за које постоје подаци, постизали су максимални специфични импулс близу 1 800 секунди. Ово је веома ниско у односу на турбомлазне моторе, али веома високо у односу на ракетне.

### Врсте
Набојномлазни мотори могу се делити према типу горива, течног или чврстог и „бустер“ (краткотрајни помоћни ракетни погон).
У течно гориво за набојномлазне моторе, припада и угљоводоник, који се обично убризгава у комору сагоревања испред стабилизатора пламена који стабилизује пламен услед сагоревања смеше горива и компримованог ваздухом из уводника. Средство за снабдевање горива под притиском за комору сагоревања, компликовано је и скупо. Аероспецијалов пројекат је такав, где је гориво присиљено да истиче на бризгаљке, из надуване еластичне „мешине“. У почетку, „мешина“ пуна горива належе дуж унутрашњих зидова, једног дела цилиндричне боце, чији други део је под компримованим ваздухом, а ови делови имају за међусобну границу покретни клип. Када се бризгаљке горива отворе, исто истиче под притиском компримованог ваздуха. Простор са ваздухом се постепено шири а „мешина“, са горивом, се скупља. Ово решење је јефтиније и једноставније, од компликованих пумпи и њиховог посебног погона. Посебно је погодно за моторе који се једнократно користе, за погон ракета.
Набојномлазни мотор не генерише статички потисак и треба му „бустер“ за постизање довољно велике почетне брзине, за ефикасан рад система усисника. Први набојномлазни мотор, за погон пројектила користили су спољни „бустер“. Решење је било обично интегрисано чврсто гориво на ракети, било је степенасто, где је „бустер“ монтиран одмах иза набојномлазног мотора. Додатни степен са „бустером“ повећава укупну дужину система, док „бустер“, као обмотач повећава укупни пречник. Већи пречник генерише и већи отпор целог система.

## Потисак
Набојномлазни мотори служе за погон подзвучних и надзвучних летелица. Због рационалности су мотори, који се користе само у подзвучном лету, једноставнији, немају успоривач ваздуха у усиснику већ обичан отвор. Међутим, набојномлазни мотори који погоне летелице и у надзвучном лету имају конус за подешавање расподеле ударних таласа, што одузима кинечку енергију ваздушном струјању, успори проток ваздуха на погодну брзину за оптимално сагоревање у комори. На доњој слици је то илустровано жуте линије су ударни таласи. Почетни су са већом косином, што значи и највећа брзина, а свака њихова рефлексија смањује им косину и на крају је нормални ударни талас иза кога је подзвучно струјање у комори сагоревања.
Приближна општа једначина за нето потисак набојномлазног мотора је резултат промене количине кретања гаса који кроз њега струји:
| {\displaystyle F={\dot {m}}_{e}\cdot V_{e}-{\dot {m}}_{0}\cdot V_{0}+(p_{e}-p_{0})\cdot A_{e}} | {\displaystyle ;\quad \iff \quad } | Где су: - {\displaystyle {\dot {m}}_{0}} – проток масе ваздуха кроз усисник, - {\displaystyle {\dot {m}}_{e}} – проток масе гаса кроз млазницу, - {\displaystyle \ V_{0}} – брзина улазног ваздуха ( брзина лета), - {\displaystyle \ V_{e}} – брзина излазног гаса кроз млазницу, - {\displaystyle \ p_{0}} – укупни притисак на улазу у мотор, - {\displaystyle \ p_{e}} – укупни притисак на излазу из млазнице и - {\displaystyle \ A_{e}} – површина попречног пресека грла млазнице. |

## Неке ракете и авиони које користе набојно-млазни мотор

### Авиони
- Leduc експериментални авиони
- (Турбомлазни мотори, са функцијом набојно-млазних при већим брзинама)

### Ракете
- 2K11 Krug
- други степен ракете Куб (нато ознака СА-6)